# إدوارد توماس
إدوارد توماس (بالفرنسية: Édouard Thomas)‏ (8 سبتمبر 1971 تروا فرنسا - ) هو لاعب كرة قدم فرنسي يلعب كمدافع.

## روابط خارجية
- إدوارد توماس على موقع قاعدة بيانات كرة القدم.إي يو (الإنجليزية)